# Idaddu I.
Idaddu I. (auch Iddadu-Inšušinak; Indattu) war elamischer König der Šimaški-Dynastie. Er war Neffe Hutran-Teptis und möglicherweise Enkel seines Amtsvorgängers Kindattu. Unter ihm fanden in Susa umfangreiche Restaurierungsarbeiten statt, von welchen er in einer Inschrift auf einem Gipsstein-Basin berichtet. Er muss sein Amt um 1970 v. Chr. angetreten haben, wobei er seinen Sohn Tan-ruhuratir als Gouverneur von Susa einsetzte und mit Mekubi, der Tochter des Bilalama verheiratete.